# Levanto
Levanto là một đô thị ở tỉnh La Spezia trong vùng Liguria của Ý, có cự ly khoảng 60 km về phía đông nam của Genoa và khoảng 20 km về phía tây bắc của La Spezia. Thị trấn này có nhiều cây olive và thông. Đây là thị trấn duyên hải, một phần của khu duyên hải gọi là Comunità Montana della Riviera Spezzina và có các frazioni (các đơn vị dân cư cấp dưới, chủ yếu là các làng) of Lizza, Lavaggiorosso, Dosso, Groppo, Montale, Vignana, Lerici, Pastine, Chiesanuova, Fontona, Legnaro, Fossato, và Ridarolo. Levanto giáp các đô thị sau: Bonassola, Borghetto di Vara, Carrodano, Framura, Monterosso al Mare, Pignone. Một phần của Levanto nằm tron Vườn quốc gia Cinque Terre. Đây là một đô thị có dịch vụ lướt sóng biển nổi tiếng.

## Quá trình biến động dân số
Tại thời điểm ngày 31 tháng 12 năm 2004, đô thị này có dân số 5.665 người và diện tích là 38 km².